# نیروگاه برق آبی باکسان
نیروگاه برق آبی باکسان (به لاتین: Baksan Hydroelectric Power Station) یک نیروگاه برقابی در روسیه است که در Atazhukino واقع شده‌است.